# Carlos III Guilherme de Baden-Durlach
Carlos III Guilherme de Baden-Durlach (em alemão:  Karl III. Wilhelm von Baden-Durlach; Durlach, 27 de janeiro [Calend. juliano: 17 de janeiro] 1689, mais tarde aniversário festejado em 28 de janeiro – Karlsruhe, 12 de maio de 1738) foi um marquês que regeu o Marquesado de Baden-Durlach de 1709 a 1738 como senhor absoluto. Fundou em 1715 a cidade de Karlsruhe para onde mudou a residência real. Com a consolidação das finanças públicas e a criação de uma gestão credível, lançou as bases para as políticas de reforma de seu neto Carlos Frederico de Baden.

## Vida
Filho do marquês Frederico VII Magnus de Baden-Durlach e Augusta Maria de Schleswig-Holstein-Gottorf.
Após seu irmão mais velho morrer em 1672 com aproximadamente 1 mês de idade, Carlos Guilherme tornou-se príncipe herdeiro. Teve oito irmãs e um irmão, Christoph de Baden-Durlach, que era cinco anos mais novo e morreu em 1723.
Após estudar em Utrecht, na Universidade de Genebra e em Lausanne, e viajar para a Inglaterra, Suécia e Itália, entrou para o serviço militar.

### O soldado

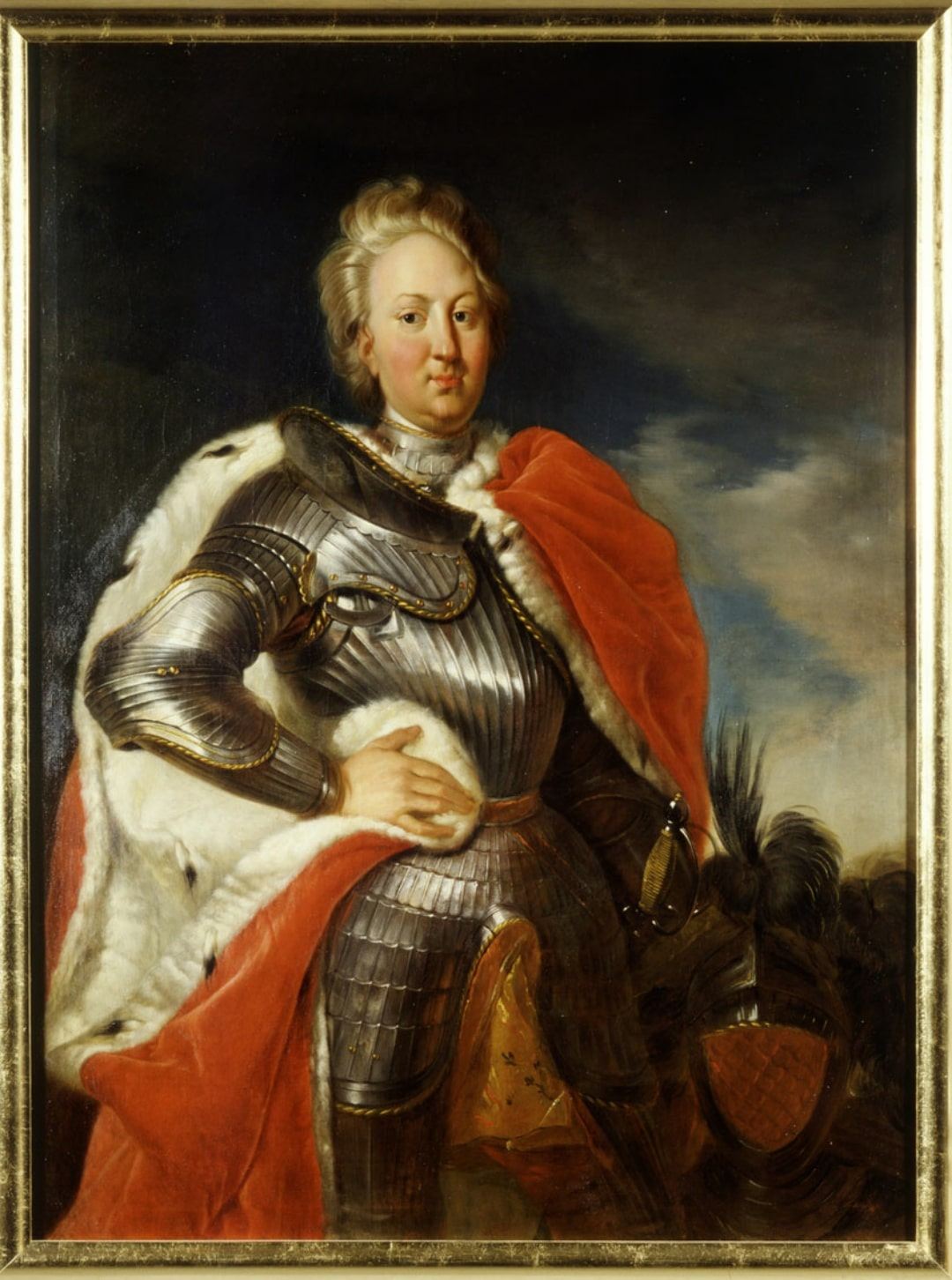
Carlos III Guilherme de Baden-Durlach, pintura de Johann Rudolf Huber

Presumivelmente animado pelo exemplo de seu parente, o marquês Luís Guilherme de Baden-Baden, conhecido como Luís Turco (em alemão:  Türkenlouis), Carlos III Guilherme desenvolveu um grande interesse em assuntos militares. Começou sua carreira militar no verão de 1694 no Exército Imperial. No final do ano foi envolvido parcialmente no cerco de Casale Monferrato como coronel.
Com o redirecionamento da Bavária na guerra de sucessão da Espanha, o sul da Alemanha também foi envolvido neste conflito, sendo os dois marquesados de Baden (Baden-Baden e Baden-Durlach) envolvidos no pacto entre a Baviera e a França, sofrendo bastante nesta situação de guerra. Visando impedir uma união do exército da Baviera ao francês, o império alemão colocou no Reno superior uma divisão comandada pelo marquês Luís Guilherme, Türkenlouis, confrontando o exército francês de Claude Louis Hector de Villars.
Carlos III Guilherme obteve ganhos militares nesta guerra por participar ativamente da mesma de 1702 a 1709 como oficial graduado. No início da Guerra da Sucessão Espanhola foi nomeado major-general das tropas do Círculo da Suábia, pertencentes ao exército de Türkenlouis. Assim, participou da ocupação de Landau em 1702, onde foi ferido pela primeira vez. Em 14 de outubro combateu na Batalha de Friedlingen. Em 20 de setembro de 1703 lutou na Batalha de Höchstädt, onde cobriu com Leopoldo I de Anhalt-Dessau a retirada das tropas batidas do marechal de campo Hermann Otto II. de Limburg-Styrum. Por seus méritos foi promovido a tenente-general de campo. Ao longo da guerra combateu em 1704 sob o comando do príncipe Eugénio de Saboia na Batalha de Blenheim. Participou da ocupação da fortaleza de Landau e na defesa da Linha Bühl-Stollhofen, sendo promovido em 1705 como Generalfeldzeugmeister. A partir de então operou com o marechal de campo Thüngen no Reno e na Alsácia. Em 1707 atuou novamente na defesa da Linha de Stollhofen. A sua carreira militar ativa foi encerrada devido à morte de seu pai e posse da regência. Em 1715 foi ainda nomeado marechal de campo imperial.

### O amigo das tulipas

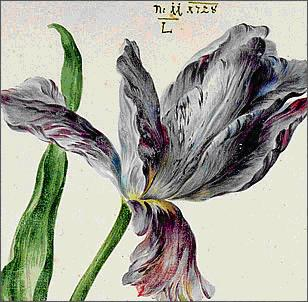
Aquarela das Tulipas do Karlsruher Tulpenbuch, ca. 1730

O herói de guerra Carlos III Guilherme foi também um entusiasta por flores. No jardim do castelo de Karlsburg em Durlach teve uma coleção notável de flores - um catálogo de 1713 lista 2.121 tipos de flores, com uma variedade de 1.163 tulipas. As flores foram adquiridas principalmente na Holanda, para onde viajou em 1711, 1723 e 1729.
Além de flores Carlos III Guilherme também plantou muitas árvores exóticas. Nos jardins de Durlach e Karlsruhe foram contadas aproximadamente 7.000 laranjeiras.
Nos jardins do Castelo de Karlsruhe foram registradas em 1733 cerca de 5.000 espécies de tulipas, sendo que na maior parte havia apenas entre 10 e 100 bulbos - algumas espécies, no entanto, tinham crescido rapidamente e foram registrados em quatro tipos entre 10.000 e 84.000 exemplares.
Os jardins sobrecarregaram consideravelmente as finanças do pequeno marquesado - bulbos de tulipas raras chegavam a custar facilmente a metade do salário anual de um servo.
Carlos III Guilherme também foi ativo nos jardins e pedia aos jardineiros relatos precisos sobre o crescimento e a prosperidade das plantas. Em 1738 morreu no meio de seus canteiros de flores.
O marquês documentou realisticamente a diversidade de plantas de seu "jardim botânico" pela mão de pintores, com pelo menos 6.000 aquarelas de plantas registradas. A maior notoriedade tiveram as aquarelas, que foram reunidas nos chamados livros de tulipa (provavelmente 5.300). Atualmente apenas dois volumes ainda existem, porque um incêndio na Badische Landesbibliothek em 1942 destruiu a maior parte da coleção.
A propriedade dos dois livros de tulipas foi resolvida em 2009 mediante acordo entre o estado de Baden-Württemberg e a Casa de Baden, tendo o estado adquirido os dois livros.

### O fundador da cidade

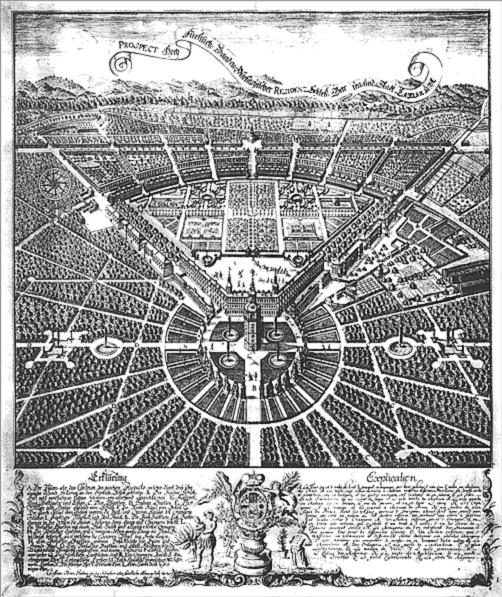
Karlsruhe com seu jardim em 1739 – Desenho original de Christian Thran

Após a divisão da herança do marquesado de Baden em 1535, Pforzheim foi determinada como residência da linha ernestina (mais tarde casa de Baden-Durlach). Em 1565 o marquês Carlos II de Baden-Durlach mudou sua residência para Durlach, por razões desconhecidas, e reconstruiu um castelo medieval para seu palácio residencial. O Castelo de Karlsburg foi incendiado em 1689 por tropas francesas na Guerra dos Nove Anos. Em 1698 o marquês Frederico VII Magnus de Baden-Durlach começou sua reconstrução depois de seu retorno do exílio em Basileia, sendo seus planos atrapalhados pelas complicações econômicas decorrentes da guerra. Em 1703 o trabalho foi interrompido. depois de apenas duas asas do castelo estarem concluídas. Carlos III Guilherme decidiu construir uma nova residência em Hardtwald. Sobre a razão desta decisão e a escolha do local são evocadas muitas lendas. Além de disputas com cidadãos de Durlach, sua decisão de mudança foi motivada pelo desejo de romper seus laços com Durlach e afastar-se de sua cada vez mais distante mulher. A pedra fundamental do novo Castelo de Karlsruhe foi assentada em 17 de junho de 1715. 
A construção central do castelo e da cidade residência foi a denominada Torre de Chumbo. 
Partindo desta torre – no centro do castelo – foram abertas 32 avenidas em forma de uma rosa dos ventos. Este formato caracteriza Karlsruhe como "cidade leque" (em alemão:  Fächerstadt).

## Casamento e descendência

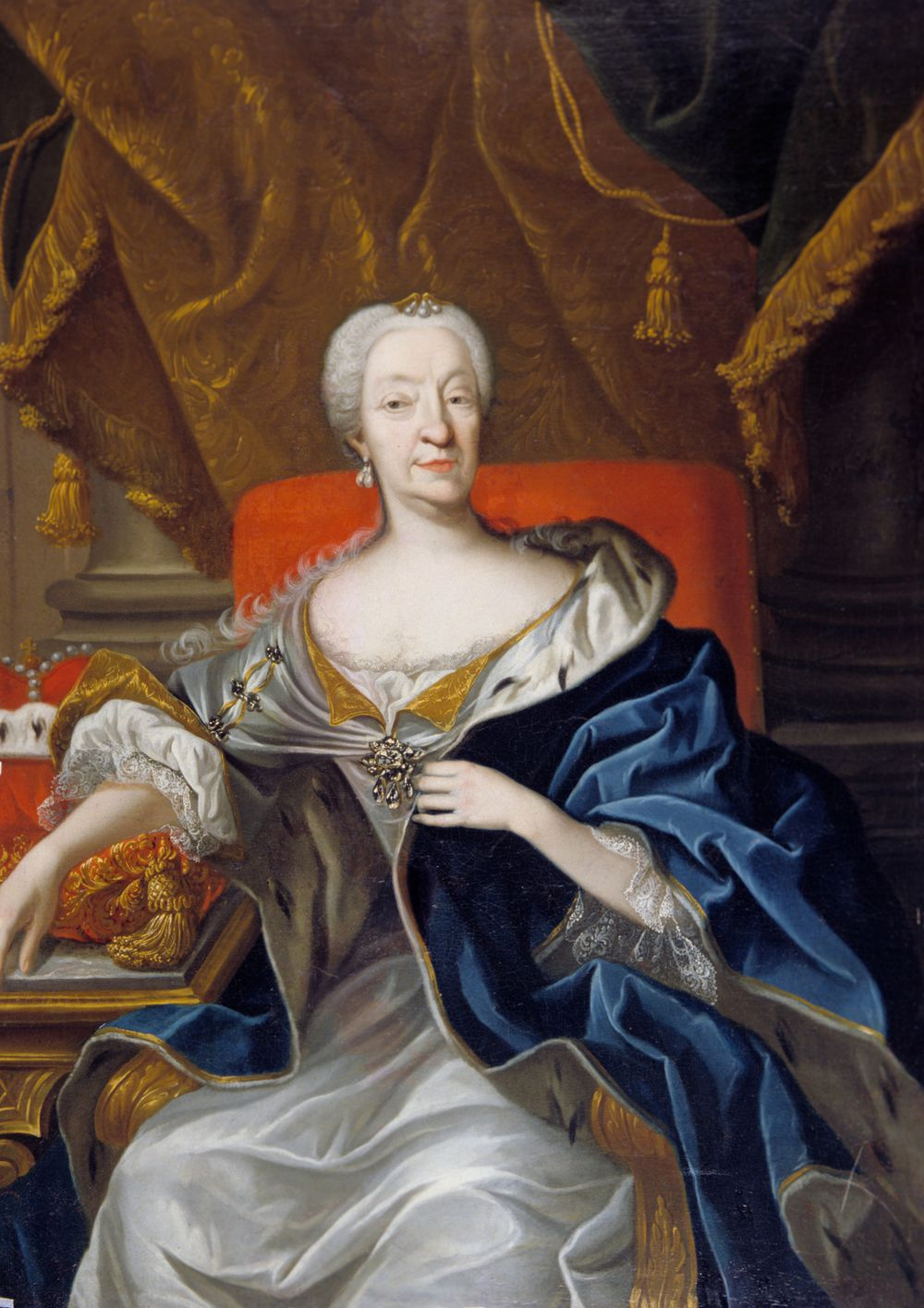
Madalena Guilhermina de Württemberg.

A 27 de junho de 1697, Carlos III Guilherme casou com Madalena Guilhermina de Württemberg (1677–1742), filha do Duque Guilherme Luís de Württemberg. Deste casamento teve três filhos:
1. Carlos Magnus (Karl Magnus)  (1701–1712), Príncipe-herdeiro de Baden-Durlach;
2. Frederico (Friedrich) (1703–1732), que sucedeu ao irmão como Príncipe herdeiro;
3. Augusta Madalena (Auguste Magdalene) (1706–1709).

Carlos Guilherme era conhecido pelo seu extravagante estilo de vida. "A corte de Karlsruhe liderava em termos do número de amantes - não se podia chamar outras coisas às senhoras que residiam na Torre de Chumbo". Uma vez que Carlos Guilherme apreciava este estilo de vida até antes da construção do novo palácio em Karlsruhe –onde se situava a Torre de Chumbo– Madalena Guilhermina preferiu permanecer no Castelo de Karlsburg, em Durlach, e nunca se mudou para a cidade de Karlsruhe.
Já anteriormente, em 1696, a sua fama de promíscuo custou a Carlos Guilherme a oportunidade de subir ao trono sueco. Ao visitar Estocolmo, onde a corte sueca apreciava o seu eventual casamento com a princesa Edviges Sofia, filha mais velha do rei Carlos XI da Suécia, a possibilidade foi afastada.

## Exposição
- Große Landesausstellung Karl Wilhelm 1679-1738 im Badischen Landesmuseum, 9. Mai bis 18. Oktober 2015, Curadora: J. Maltzahn-Redling.